# Piotr z Poitiers
Piotr z Poitiers (zm. 1115 w Chauvigny) – święty katolicki, biskup.
Działał na rzecz powstania klasztoru w Fontevraud-l’Abbaye. Niesłusznie pozbawiony urzędu biskupa Poitiers, zmarł nie doczekawszy rehabilitacji. Wspominany jest 4 kwietnia.